# 03plus
03plus（ぜろさんぷらす）は、株式会社グラントンが提供しているIP電話サービス。東京都（03）や大阪府（06）の他、札幌市、仙台市、首都圏、名古屋市、京都府、兵庫県、広島県、福岡県など、限られた地域の0AB～J番号を提供している。
契約者は居住エリアに基づいた市外局番の契約が可能で、専用のスマートフォンアプリ「03plus」経由で契約番号を使って電話の発着信を行う。電話に使用する回線はインターネット回線網となり、キャリアが提供する4G回線やWi-Fiなど、スマートフォンがインターネットに接続さえあれていれば、電話の発着信をおこなう事ができる。
スマートフォンアプリの他、専用のIP電話機や所有している家庭用電話機でも利用可能。アプリと電話機を併用することも可能だが、主装置を必要とするビジネスフォンでは利用できない。